# Pandumaan
Pandumaan is een bestuurslaag in het regentschap Humbang Hasundutan van de provincie Noord-Sumatra, Indonesië. Pandumaan telt 1216 inwoners (volkstelling 2010).